# Бријен сир Ен
Бријен сир Ен (фр. Brienne-sur-Aisne) је насељено место у Француској у региону Шампањ-Арден, у департману Ардени.
По подацима из 2011. године у општини је живело 188 становника, а густина насељености је износила 15,37 становника/km².

## Демографија
| 1990. | 2011. |
| ----- | ----- |
| 149   | 188   |